# 王丹丹
王丹丹（1985年5月1日—），出生于北京，中国足球运动员，中国国家女子足球队成员，司职中场。她曾参加2006年亚洲运动会女子足球比赛，获得一枚铜牌。她也参加了2008年北京奥运会。